# دیدیه سئوس
دیدیه سئوس ((انگلیسی: Didier Seeuws), (زاده ۱ اوت ۱۹۶۵) یک کارمند و دیپلمات بلژیکی است و مذاکره کننده ارشد اتحادیه اروپا در ارتباط با خروج انگلستان از اتحادیه اروپا در مذاکرات برگزیت است.

## سنین جوانی و تحصیل
سئوس در سن آماندسبرگ، خنت، متولد شد و تحصیلات خود را در زمینه دیپلماتیک و حقوق اروپا به پایان برد.

## زندگی‌حرفه‌ای
سئوس در سال ۱۹۸۹ به خدمات کشوری بلژیک پیوست و تا سال ۱۹۹۱ به عنوان یک دیپلمات کارآموز خدمت کرد. از ژوئیه ۱۹۹۱ تا ژوئیه ۱۹۹۵، او در سمت سفیر اقتصاد و تجارت سفارت بلژیک در واشینگتن دی سی بود. سئوس از ماه اوت ۱۹۹۵ کاردار وزیر تجارت شد؛ و از ۱۹۹۵ تا ژوئیه ۱۹۹۸، مسئول سرمایه‌گذاری و روابط دوجانبه با آمریکای شمالی و آسیا بود. وی از اوت ۱۹۹۸ تا ژوئیه ۲۰۰۲ مشاور نماینده دائمی بلژیک در اتحادیه اروپا (EU) و همچنین مسئول روابط با پارلمان اروپا شد. سئوس در سال ۲۰۰۲ به بلژیک بازگشت و از اوت ۲۰۰۲ تا ژوئیه ۲۰۰۳ به عنوان سخنگوی وزارت خارجه به فعالیت سیاسی‌اش ادامه داد. او از اوت ۲۰۰۳ تا ژوئیه ۲۰۰۷ سخنگوی نخست‌وزیر بلژیک از جملهخی ورهوفستات نخست‌وزیر بلژیک بود.
در ۱ اوت ۲۰۰۷، سئوس به عنوان معاون نماینده دائم بلژیک دراتحادیه اروپا به جای لویی مورو به انجام وظیفه پرداخت، و چند روز بعد به عنوان معاون ژان دو رویی نماینده ویژه بلژیک در اتحادیه اروپا شد، به‌طور مشخص، سئوس هنگامی‌که بلژیک ریاست دوره‌ای شورای اروپا را برعهده گرفت، رئیس دوره‌ای شورای اروپا شد. به گفته گاردین او به خاطر پیشرفتی که در مذاکرات حق انحصاری اروپا، موضوعی که بیش از ۳۰ سال متوقف شده بود، به دست آورد برجسته شد.
در ژوئن ۲۰۱۱، دیرک وودرز به عنوان نماینده دائم بلژیک دراتحادیه اروپا جایگزین ژان دو رویی شد. از آنجا که بر اساس سیاست فلامینگ بلژیکی نمی‌تواست دو نماینده از جانب خود در اتحادیه اروپا داشته باشند، سئوس به عنوان مشاور ویژه هرمن ون رومپوی، رئیس شورای اروپا منصوب شد. این نقش به‌طور مؤثری او را به «مرد دست راست فرانس ون دائل»، که رئیس دفتر کارکنان هرمن ون رومپوی بود تحمیل کرد. هنگامی که در سال ۲۰۱۲ اولیویه بل به عنوان مشاور ویژه و معاون دائمی بلژیک به عنوان جایگزین سئوس انتخاب شد. سئوس جایگزین دائل رهبری دفتر کارکنان هرمن ون رومپوی رئیس شورای اروپا را به دست گرفت.
در ۱ دسامبر ۲۰۱۴، سئوس به عنوان مدیر حمل و نقل، مخابرات و انرژی در دبیرخانه کل شورای اتحادیه اروپا منصوب شد، همزمان دونالد توسک جایگزین ون رومپوی به عنوان رئیس شورای اروپا شد؛ و سئوس به جای ییری بوریانک دبیرکل کمیته اروپا درمناطق شد. در ژوئن ۲۰۱۶، سئوس به عنوان مذاکره کننده ارشد اتحادیه اروپا و اطمینان از عملکرد مناسب کشورهای اتحادیه اروپا پس از خروج انگلستان از اتحادیه اروپا در مذاکرات برگزیت منصوب شد.

## نگارخانه

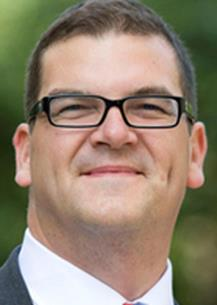
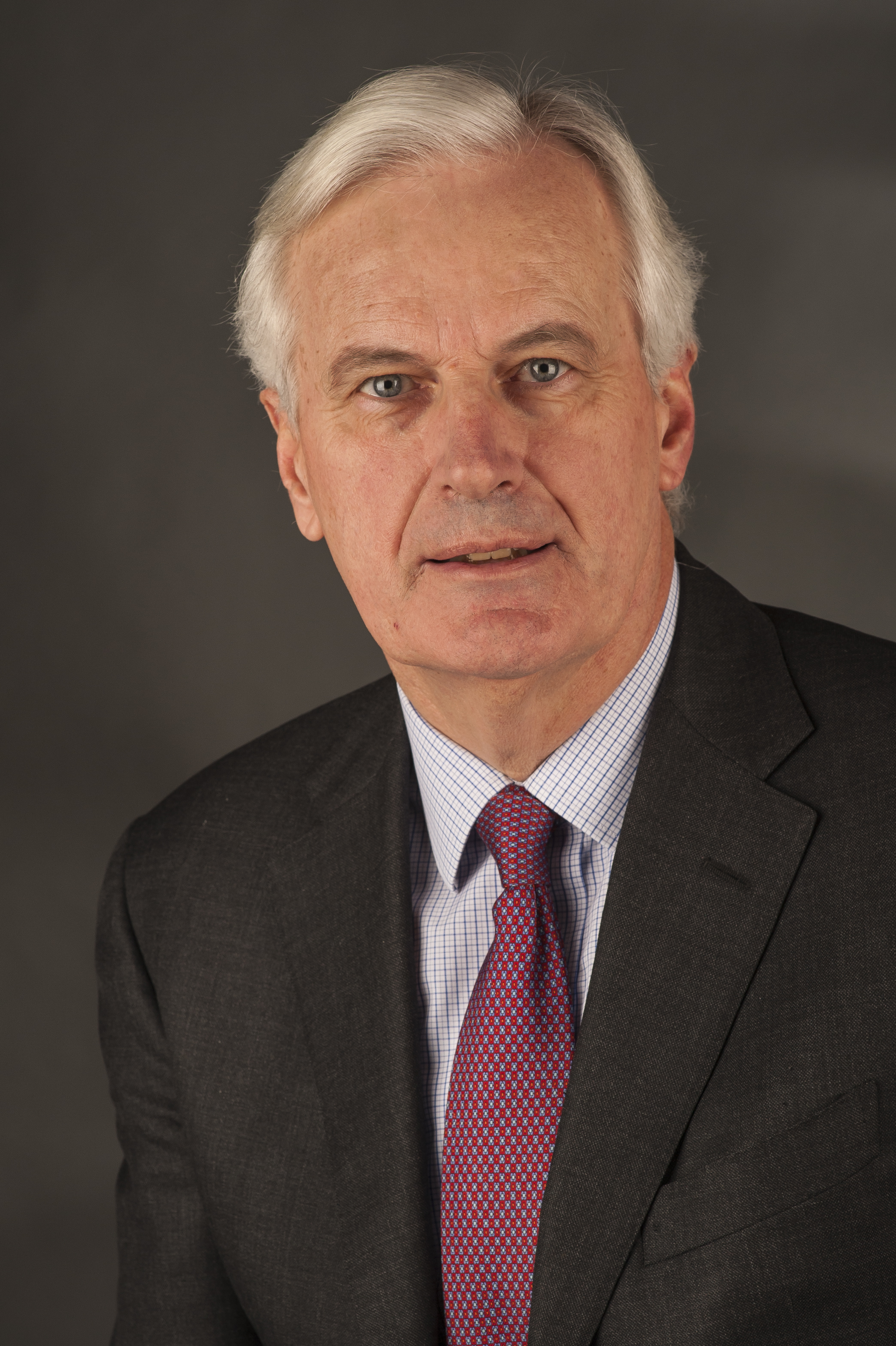
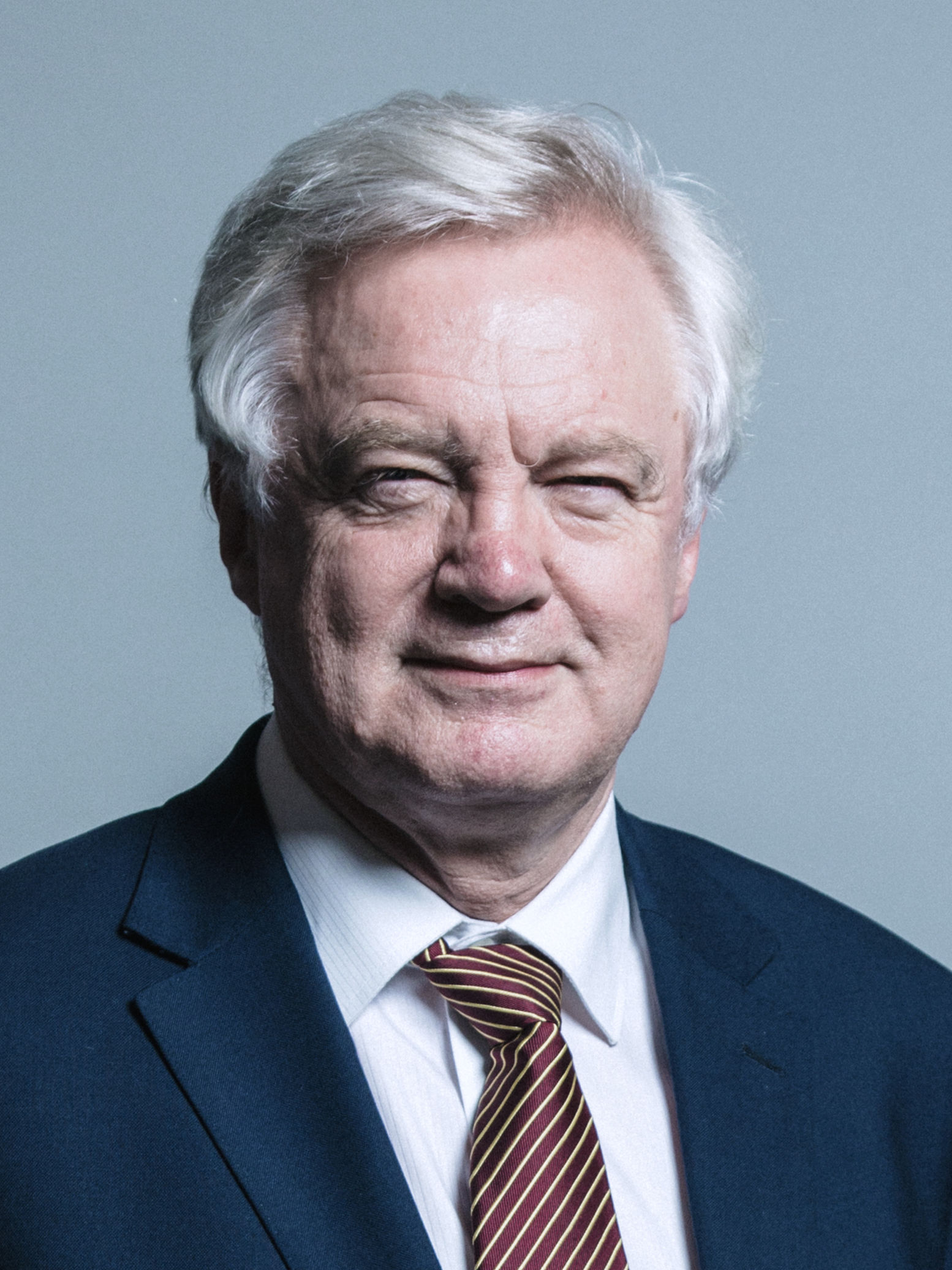
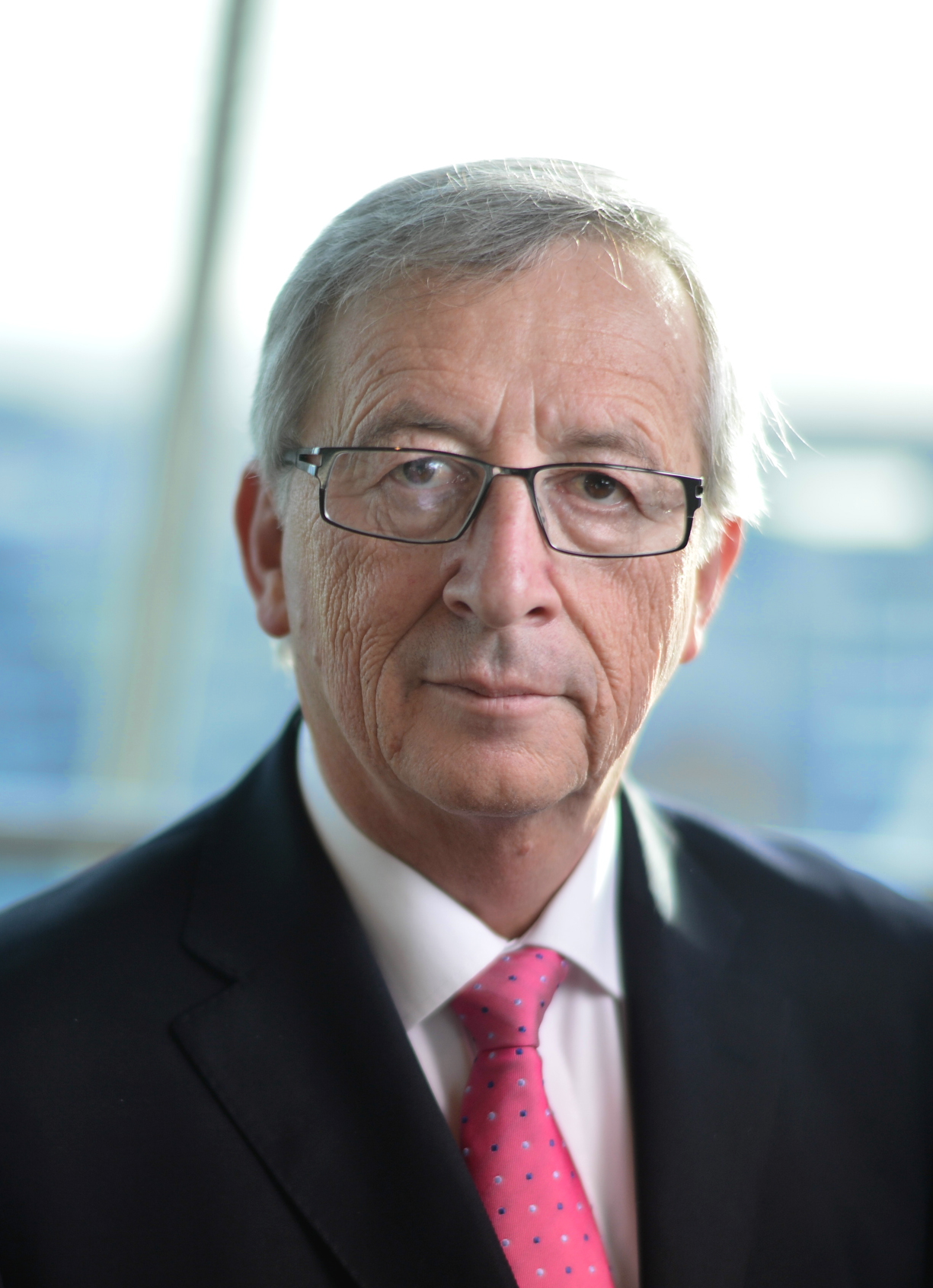
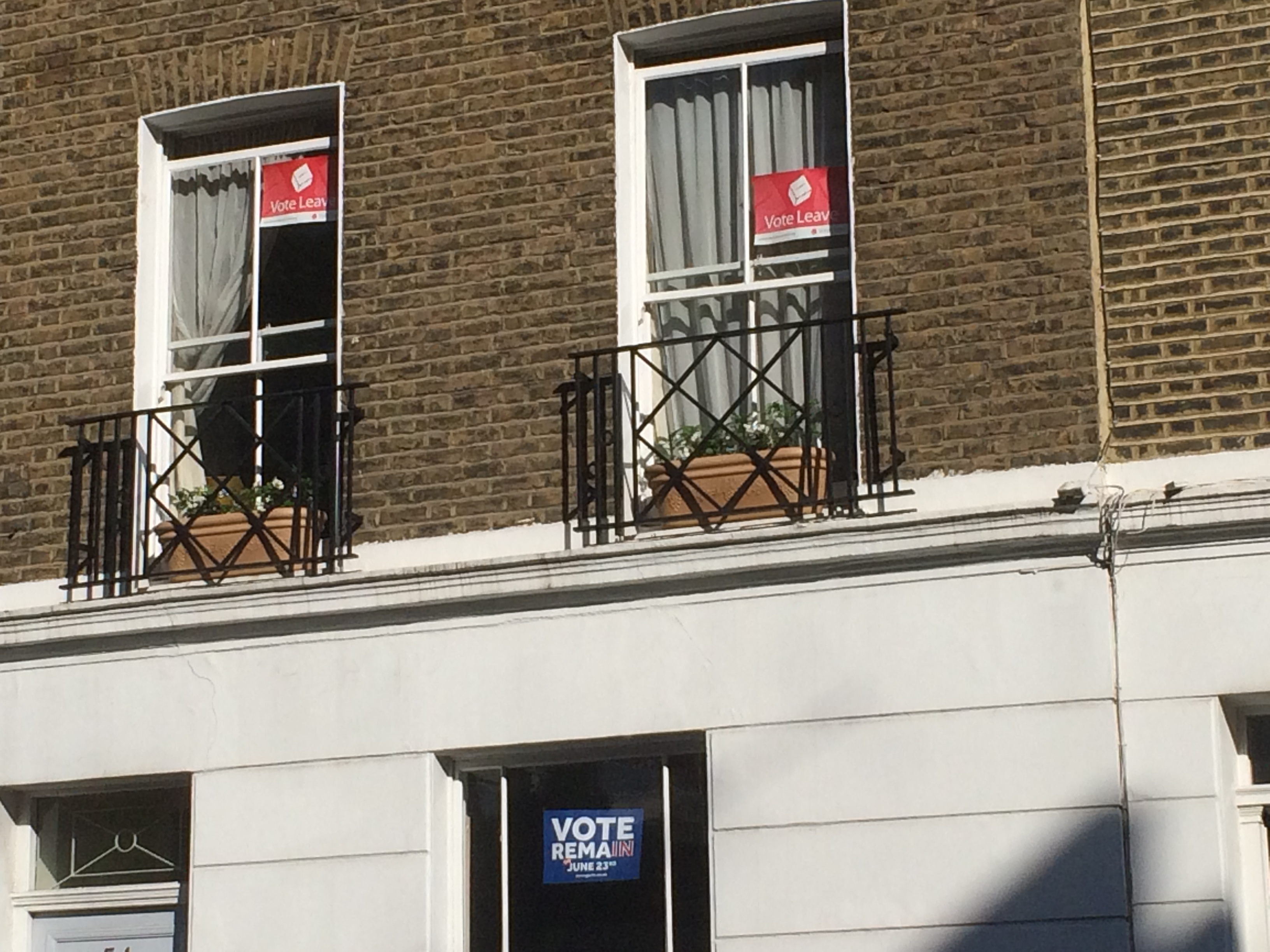
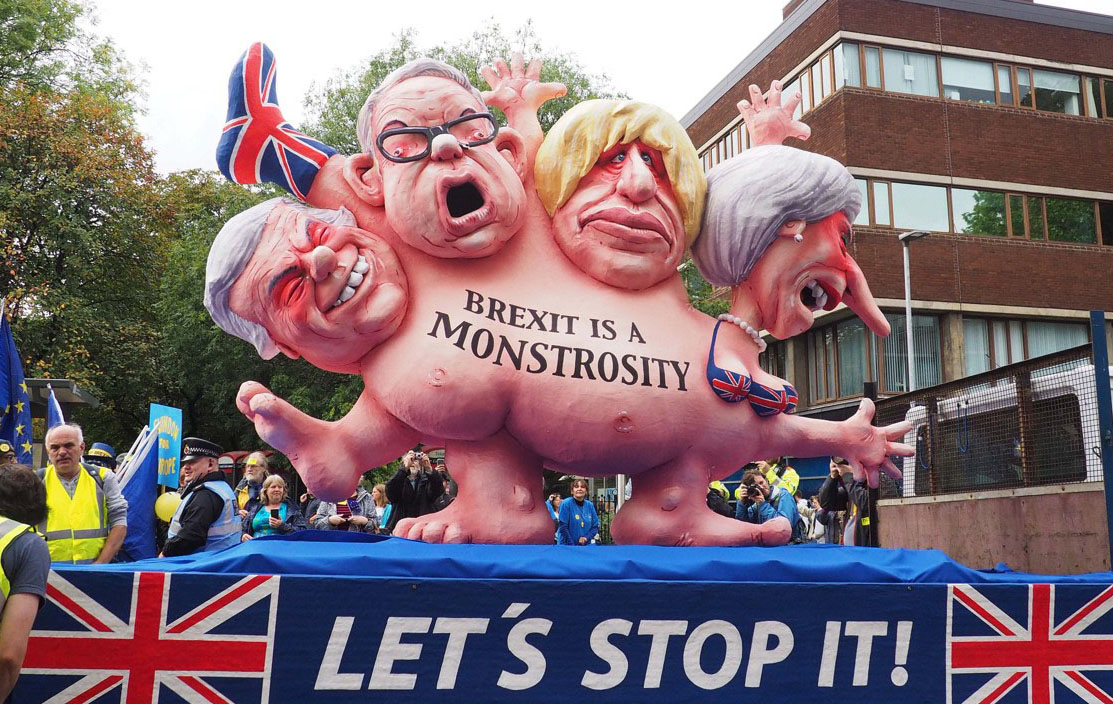
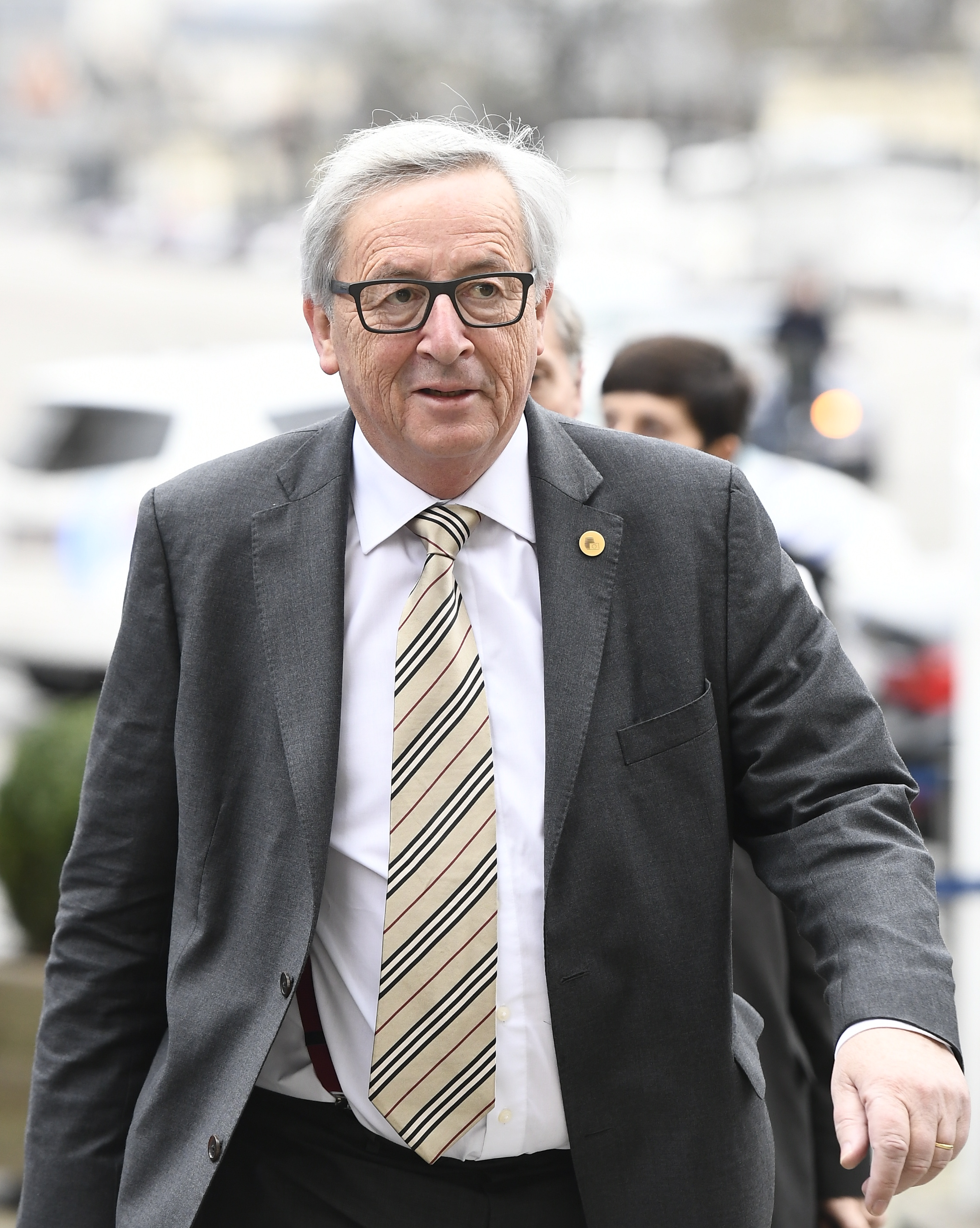
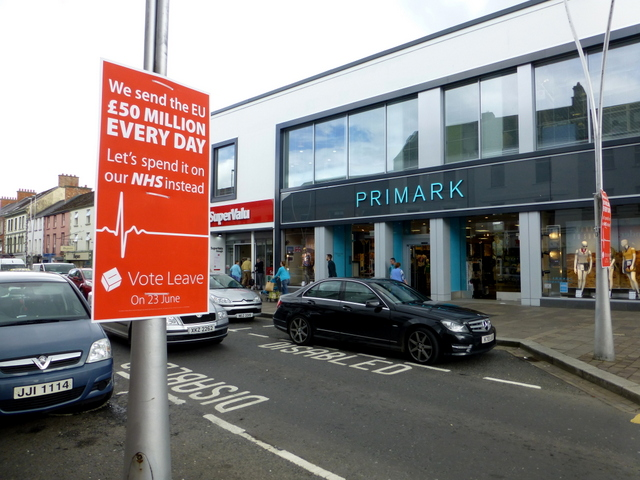
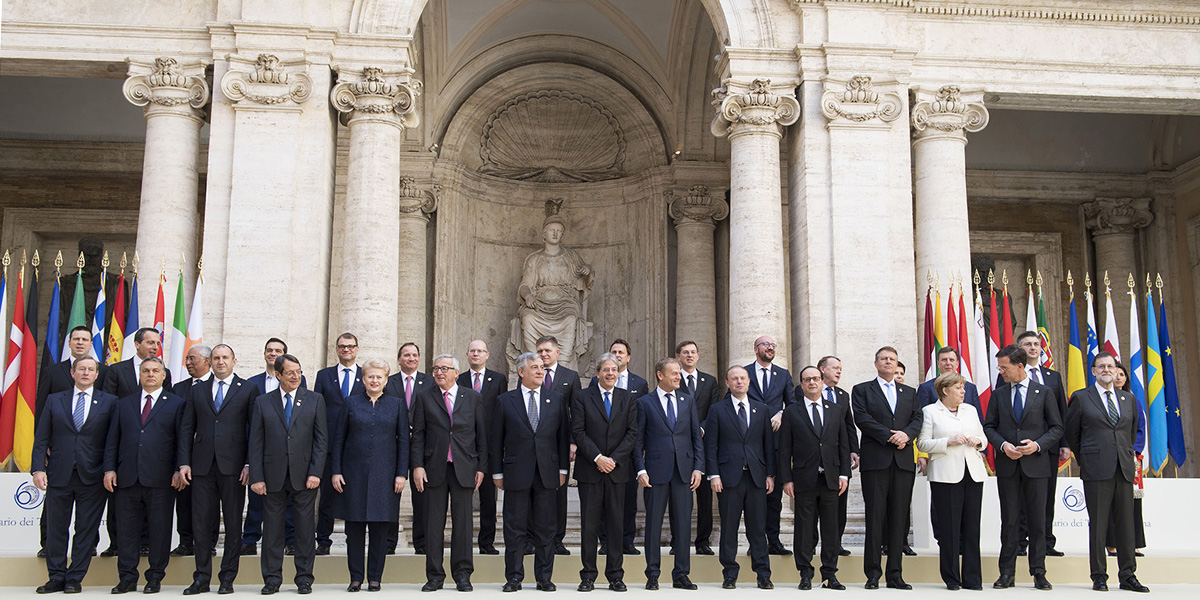
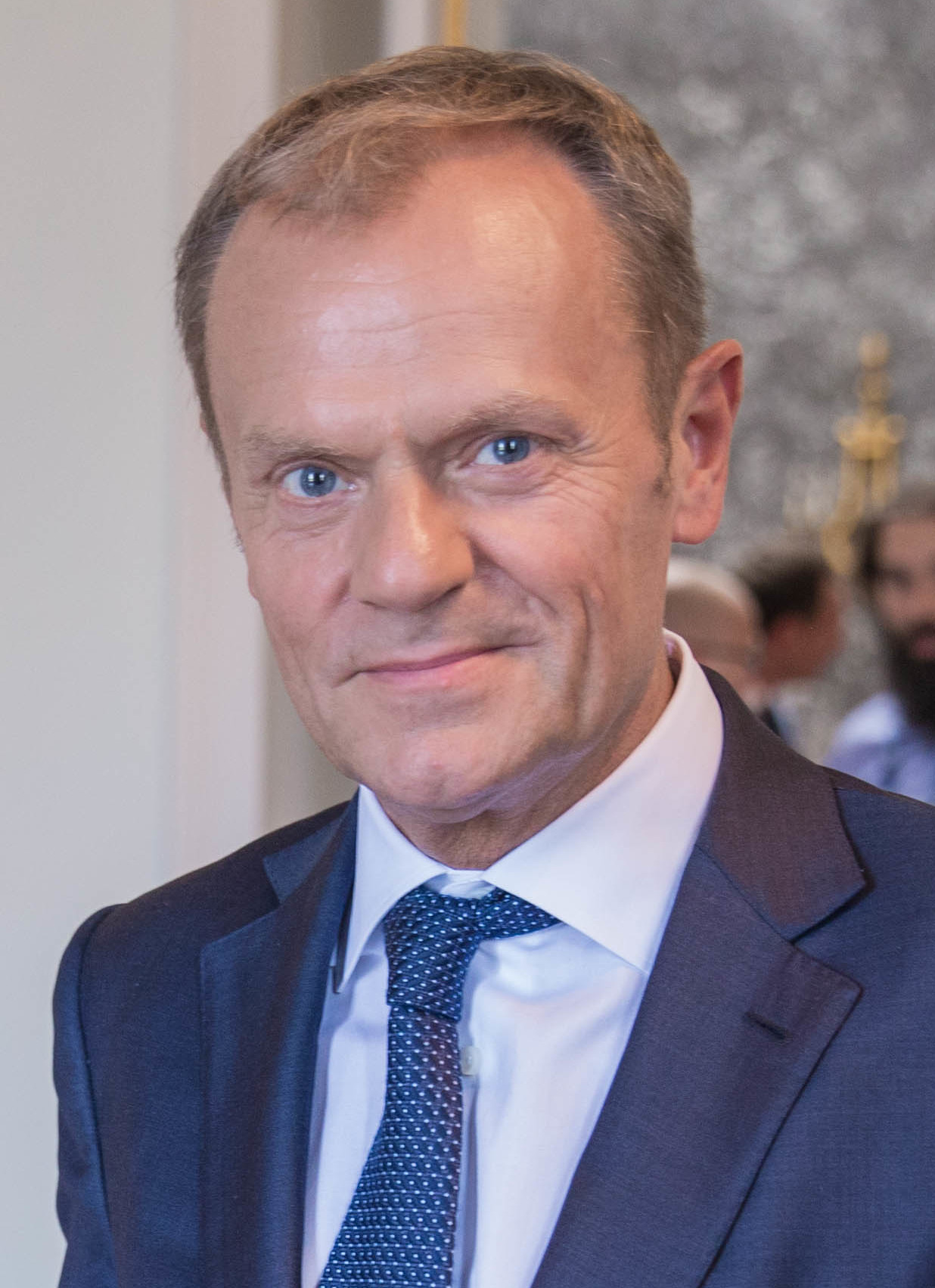
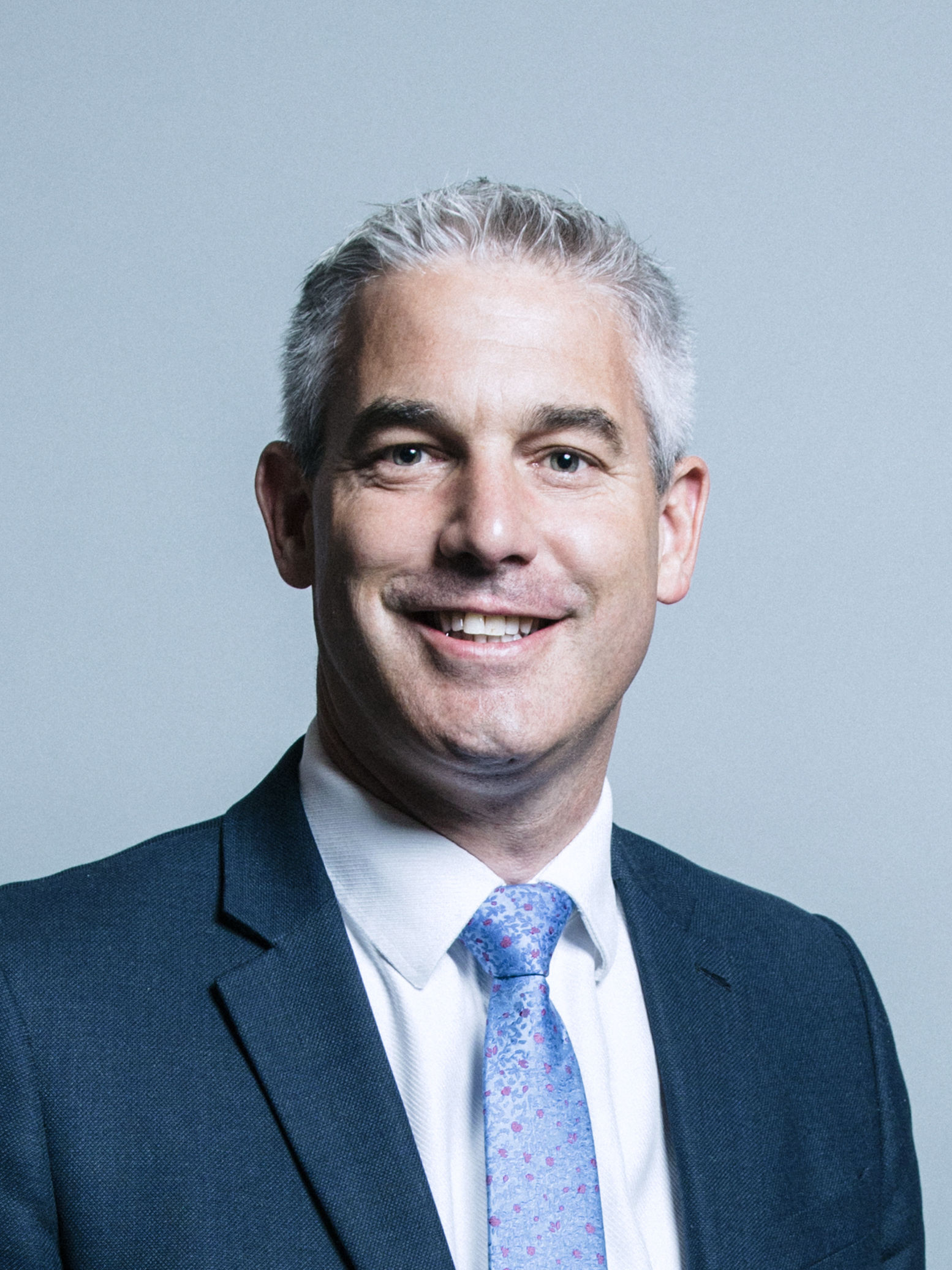
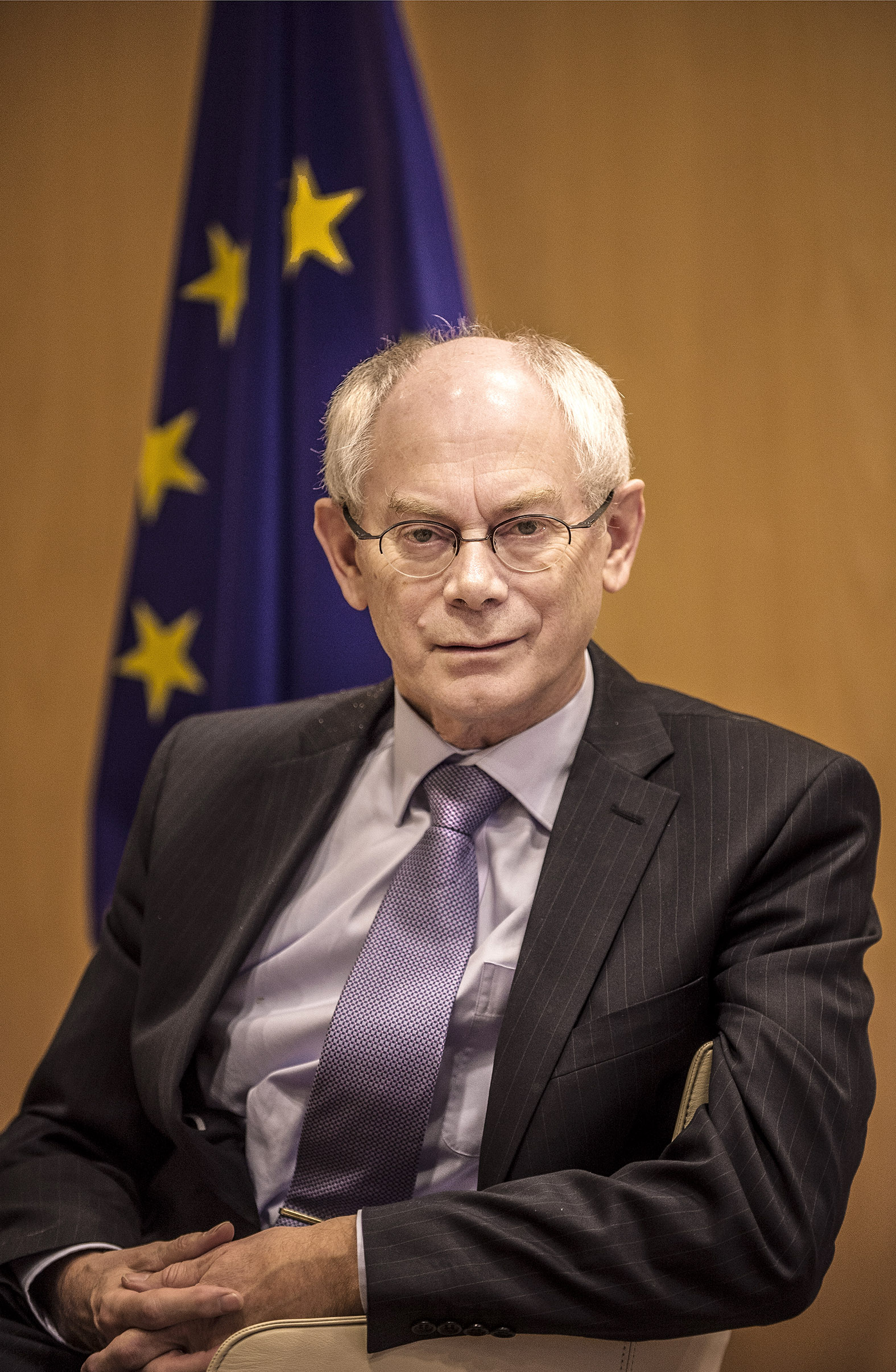